# Campionati mondiali di nuoto in vasca corta 2022 - 800 metri stile libero maschili
La gara di nuoto degli 800 m stile libero maschili dei Campionati mondiali di nuoto in vasca corta 2022 è stata disputata il 17 dicembre 2022 presso il Melbourne Sports and Aquatic Centre di Melbourne, in Australia.
Vi hanno preso parte 23 atleti da 20 nazioni.

## Podio
| Posizione | Atleta               | Nazionalità |
| --------- | -------------------- | ----------- |
| Oro       | Gregorio Paltrinieri | Italia      |
| Argento   | Henrik Christiansen  | Norvegia    |
| Bronzo    | Logan Fontaine       | Francia     |

## Programma
Il programma è stato il seguente.
| Data             | Ora (UTC+1) | Turno        |
| ---------------- | ----------- | ------------ |
| 17 dicembre 2022 | 13:12       | Serie lenta  |
| 17 dicembre 2022 | 19:50       | Serie veloce |

## Record
Prima della manifestazione il record del mondo e il record dei campionati erano i seguenti.
|  | 7'23"42  | Grant Hackett Australia     | 20 luglio 2008 Melbourne, Australia |
|  | 7'30"31† | Gregorio Paltrinieri Italia | 16 dicembre 2018 Hangzhou, Cina     |

Il seguente nuovo record è stato stabilito durante la competizione.
| Data             | Evento | Nome                 | Nazione | Tempo   | Record |
| ---------------- | ------ | -------------------- | ------- | ------- | ------ |
| 17 dicembre 2022 | Finale | Gregorio Paltrinieri | Italia  | 7'29"99 |        |

## Risultati
| Pos     | Batt | Corsia | Nome                        | Nazione       | Tempo   | Note |
| ------- | ---- | ------ | --------------------------- | ------------- | ------- | ---- |
| Oro     | 3    | 4      | Gregorio Paltrinieri        | Italia        | 7:29.99 |      |
| Argento | 3    | 2      | Henrik Christiansen         | Norvegia      | 7:31.48 |      |
| Bronzo  | 3    | 3      | Logan Fontaine              | Francia       | 7:33.12 |      |
| 4       | 3    | 8      | Shogo Takeda                | Giappone      | 7:33.78 |      |
| 5       | 3    | 5      | David Johnston              | Stati Uniti   | 7:34.33 |      |
| 6       | 2    | 6      | Joris Bouchaut              | Francia       | 7:35.12 |      |
| 7       | 2    | 5      | Marwan El-Kamash            | Egitto        | 7:36.01 |      |
| 8       | 2    | 7      | Charlie Clark               | Stati Uniti   | 7:37.54 |      |
| 9       | 3    | 7      | Mack Horton                 | Australia     | 7:40.64 |      |
| 10      | 2    | 1      | Ondřej Gemov                | Rep. Ceca     | 7:42.70 |      |
| 11      | 1    | 5      | Carlos Garach               | Spagna        | 7:44.53 |      |
| 12      | 2    | 8      | Kim Woo-min                 | Corea del Sud | 7:45.29 |      |
| 13      | 2    | 4      | Mert Kılavuz                | Turchia       | 7:47.57 |      |
| 14      | 3    | 1      | Alexander Grant             | Australia     | 7:48.25 |      |
| 15      | 2    | 2      | Lucas Alba                  | Argentina     | 7:49.53 |      |
| 16      | 2    | 6      | Louis Clark                 | Nuova Zelanda | 7:53.36 |      |
| 17      | 1    | 6      | Ratthawit Thammananthachote | Thailandia    | 7:55.24 |      |
| 18      | 1    | 4      | Jon Jøntvedt                | Norvegia      | 7:55.93 |      |
| 19      | 1    | 3      | Jakub Poliačik              | Slovacchia    | 8:05.91 |      |
| 20      | 1    | 1      | Rodolfo Falcón              | Cuba          | 8:11.47 |      |
| 21      | 1    | 7      | Yordan Yanchev              | Bulgaria      | 8:17.85 |      |
| 22      | 1    | 8      | Lin Sizhuang                | Macao         | 8:21.81 |      |
| 23      | 1    | 2      | Dylan Cachia                | Malta         | 8:22.71 |      |
| -       | 2    | 3      | Victor Johansson            | Svezia        | dns     | dns  |